# Tarka (Gemeinde, Niger)
Tarka ist eine Landgemeinde im Departement Belbédji in Niger.

## Geographie

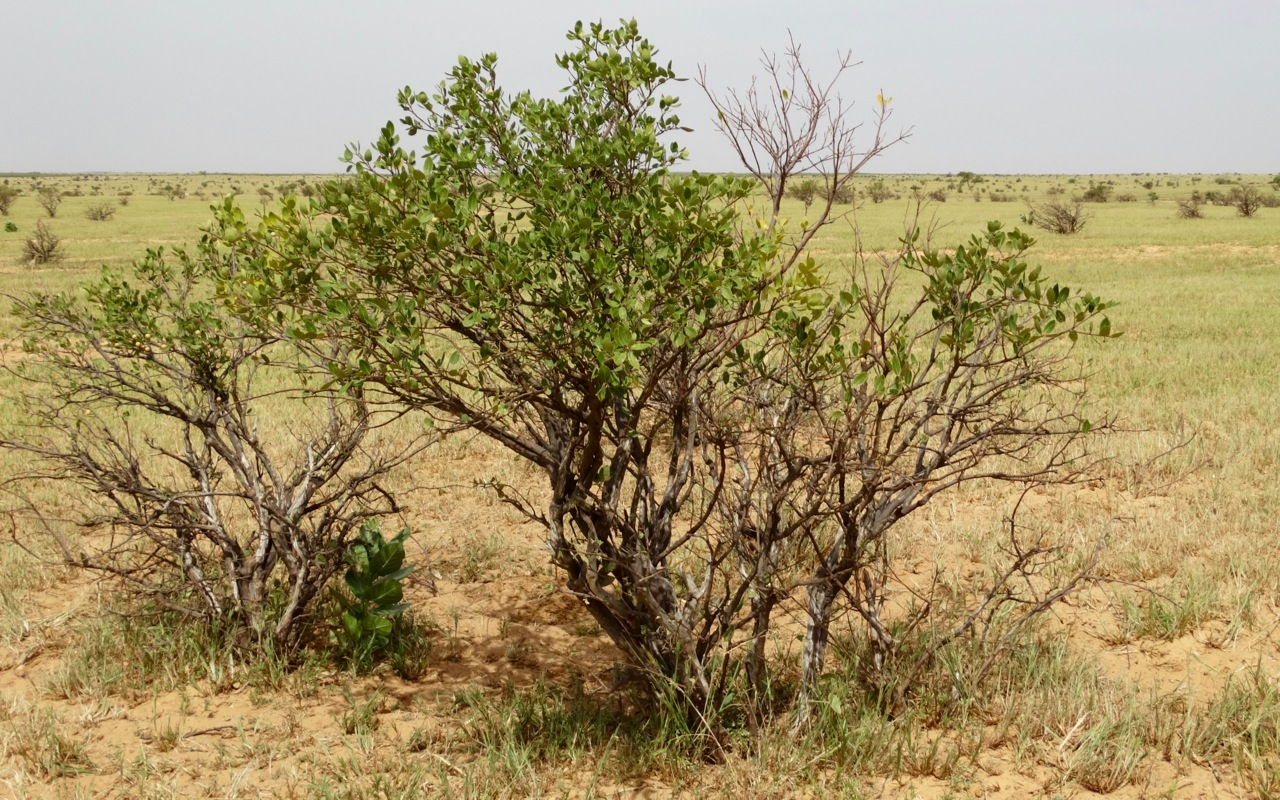
Ein Boscia-senegalensis-Busch bei Belbédji

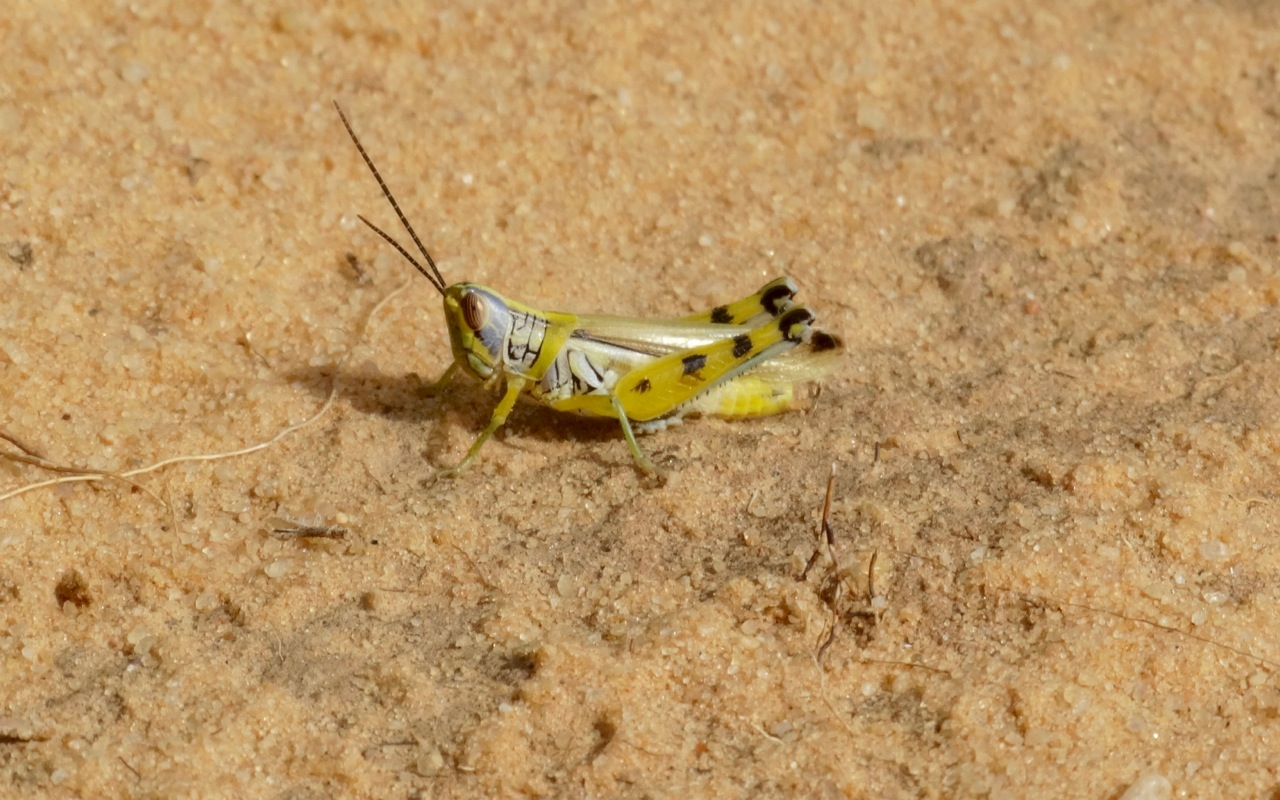
Ein Grashüpfer der Art Kraussella amabile bei Belbédji

Tarka liegt in der Sahelzone. Die Nachbargemeinden sind Ingall im Nordwesten, Aderbissinat im Norden, Tenhya im Nordosten, Gangara im Osten, Falenko im Südosten, El Allassane Maïreyrey im Süden, Tagriss im Südwesten und Gadabédji im Westen. Die Gemeinde Tarka setzt sich aus einem urbanen und einem ländlichen Gemeindegebiet zusammen. Das urbane Gemeindegebiet besteht aus der Siedlung Belbédji, dem Hauptort der Gemeinde. Bei den Siedlungen im ländlichen Gemeindegebiet handelt es sich um 230 Dörfer, 155 Weiler, 13 Lager und 9 Wasserstellen.
Durch das Gemeindegebiet verläuft in Ost-West-Richtung das insgesamt rund 300 Kilometer lange Tarka-Tal, das sich Richtung Westen weiter durch die Regionen Maradi und Tahoua zieht. Mehrere bewaldete Gebiete in der Gemeinde stehen unter Naturschutz: die Galeriewälder von El Ramou (100 Hektar) und Gadal Belbédji (30 Hektar) sowie die in Niederungen gelegenen Wälder von Eghadé (125 Hektar), Elh Dawèye (625 Hektar), Eliki (853 Hektar), Goulbi (600 Hektar), Intabanaout (2000 Hektar), Maïréré (495 Hektar), Tahibal (3750 Hektar), Tapkin Gonga (375 Hektar) und Tendé (5000 Hektar).

## Geschichte
Die französische Kolonialverwaltung richtete 1943 einen Kanton in Tarka ein. Das Tarka-Tal bildete dessen nördliche Grenze zu einem von Nomaden bewohnten Gebiet. In Belbédji wurde 1988 ein Verwaltungsposten (poste administratif) eingerichtet, eine von einem chef de poste administratif geleitete untere Verwaltungseinheit. Die Landgemeinde Tarka ging 2002 bei einer landesweiten Verwaltungsreform aus dem Kanton Tarka und einem Teil des bis dahin gemeindefreien Gebiets nördlich des Tarka-Tals hervor. Der Verwaltungsposten von Belbédji wurde 2011 zum Departement erhoben. Tarka gehört seitdem nicht mehr zum Departement Tanout, sondern zum Departement Belbédji.

## Bevölkerung
Bei der Volkszählung 2012 hatte die Landgemeinde 96.452 Einwohner, die in 13.133 Haushalten lebten. Bei der Volkszählung 2001 betrug die Einwohnerzahl 63.848 in 9547 Haushalten.
Im Hauptort lebten bei der Volkszählung 2012 6310 Einwohner in 966 Haushalten, bei der Volkszählung 2001 4928 in 717 Haushalten und bei der Volkszählung 1988 2920 in 549 Haushalten.
In ethnischer Hinsicht ist die Gemeinde ein Siedlungsgebiet von Damagarawa, Gobirawa, Fulbe, Iklan und Tuareg. Angehörige der Hausa-Untergruppe Gobirawa betreiben vor allem Ackerbau. Die Fulbe-Untergruppen Katchinanko’en, Oudah’en und Wodaabe sowie die Tuareg-Untergruppen Ichiriffen, Ikanawan, Imouzgou, Imouzwagan, Imuzzurag, Inesseliman, Kel Gariss, Kel Gress, Kel Iferwane und Tegama sind auf Fernweidewirtschaft spezialisiert.

## Politik
Der Gemeinderat (conseil municipal) hat 23 gewählte Mitglieder. Mit den Kommunalwahlen 2020 sind die Sitze im Gemeinderat wie folgt verteilt: 16 RDP-Jama’a und 7 PNDS-Tarayya.
Jeweils ein traditioneller Ortsvorsteher (chef traditionnel) steht an der Spitze von 173 Dörfern im ländlichen Gemeindegebiet.

## Wirtschaft und Infrastruktur
Der Norden der Gemeinde gehört zu einer Zone, in dem die Weidewirtschaft der vorherrschende Erwerbszweig ist. Der Süden liegt im Gebiet des Agropastoralismus. Ein staatliches Viehzuchtzentrum wurde im Dorf Batté Centre eingerichtet. Das staatliche Versorgungszentrum für landwirtschaftliche Betriebsmittel und Materialien (CAIMA) unterhält eine Verkaufsstelle im Hauptort Belbédji.
Gesundheitszentren des Typs Centre de Santé Intégré (CSI) sind im Hauptort sowie in den Siedlungen Amazazagan I, Batté Araban, Chanyéta, Eghadé, Gandou Goriba, Guidan Ango und Intabanaout vorhanden. Das Gesundheitszentrum im Hauptort verfügt über ein eigenes Labor und eine Entbindungsstation. Der CEG Belbédji und der CEG Gandou Goriba sind allgemein bildende Schulen der Sekundarstufe des Typs Collège d’Enseignement Général (CEG). Beim Collège d’Enseignement Technique de Belbédji (CET Belbédji) handelt es sich um eine technische Fachschule und beim Centre de Formation aux Métiers de Belbédji (CFM Belbédji) um ein Berufsausbildungszentrum.
Die 366,6 Kilometer lange Nationalstraße 32 zwischen Keita und Sabon Kafi verläuft durch die Orte Belbédji, Elh Dawèye und Maïréré. In Belbédji zweigen die 156,5 Kilometer lange Nationalstraße 19 nach Tchadoua, die 94 Kilometer lange Nationalstraße 40 nach Tessaoua und die 42 Kilometer lange Route 732 nach Batté Araban ab.

## Persönlichkeiten
- Hamid Algabid (* 1941), Politiker, Premierminister Nigers, geboren im Hauptort Belbédji